# Olivier Gillès de Pelichy
Olivier Gillès de Pelichy (Oostkamp, 20 augustus 1945) was een Belgische diplomaat. 

## Familie
Baron Gillès, licentiaat economische wetenschappen en baccalaureus in de wijsbegeerte, is een  telg uit het geslacht Gillès en de oudste van de zes kinderen van baron Guido Gillès de Pelichy (1918-1999), volksvertegenwoordiger, en van Anne van der Plancke. Hij is in 1987 getrouwd met Anouchka Eggermont. 

## Diplomaat
Olivier Gillès werd Belgisch diplomaat in 1971. Hij was op post als ambassaderaad in Dakar, Londen en Peking, en als ambassadeur in Dhaka en Singapore. Hij bekleedde ook functies in de centrale administratie van het Ministerie van Buitenlandse zaken.
In 2001 werd hij benoemd tot Belgisch permanent vertegenwoordiger bij de Organisatie voor het Verbod op Chemische Wapens.
In 2005 werd hij Belgisch ambassadeur in Costa Rica, Honduras, Guatemala, Nicaragua, Panama en El Salvador. Hij bekleedde dit ambt tot in 2009.